# Pantherodes
Pantherodes é um gênero de insetos contendo mariposas, ou traças, neotropicais pertencentes à família Geometridae, classificado por Achille Guenée em 1857, na página 199 da obra Histoire naturelle des insectes. Spécies général des lépidoptères, volume 10, ao afirmar:
Contém espécies de hábitos diurnos e frequentadoras de habitats aquáticos. Sua espécie-tipo, Pantherodes pardalaria, foi nomeada Panthera pardalaria por Jakob Hübner, em 1823, na obra Zuträge zur Sammlung exotischer Schmetterlinge, volume 2; o seu holótipo coletado no Rio de Janeiro.

## Espécies
De acordo com o Global Biodiversity Information Facility/BOLD Systems; com asterisco (*) estão as espécies registradas para o Brasil (fonteː SiBBr - Sistema de Informação sobre a Biodiversidade Brasileira; site Insetologia).
- Pantherodes colubraria Guenée, 1858*
- Pantherodes conglomerata (Warren, 1894)
- Pantherodes leonaria Guenée, 1858*
- Pantherodes pardalaria (Hübner, 1823)*
- Pantherodes unciaria Guenée, 1858[1][2][7][8][9]